# Mor Ignatius Nurono-kerk
De Mor Ignatius Nurono-kerk ook wel St. Ignatius Nurono-kerk genoemd is een kerkgebouw in de Overijsselse plaats Rijssen, behorend tot de Syrisch-Orthodoxe Kerk van Antiochië. De kerk werd gebouwd in de jaren 1993–1994 en werd in 1994 ingezegend door Zijne Heiligheid Patriarch Mor Ignatius Zakka I Iwas. Het was de eerste Syrisch-orthodoxe kerk in Nederland die als nieuwbouw werd gerealiseerd en dus niet door aankoop van een bestaand gebouw tot stand kwam.

## Geschiedenis
In de jaren tachtig kende de Aramese gemeenschap in Rijssen al een bloeiende groei. Aanvankelijk werden erediensten gehouden in de Ontmoetingskerk, voorafgaand aan de diensten van de Gereformeerde Kerk.
Gedurende 199 dagen in 1981 bood de kelder onder de nieuwe vleugel van de Ontmoetingskerk onderdak aan ruim twintig Syrisch-orthodoxe vluchtelingen die met uitzetting werden bedreigd. De actie kreeg brede steun van de lokale gemeenschap en werd beëindigd nadat de Staatssecretaris van Justitie besloot de gezinnen niet uit te zetten.
Als gevolg van natuurlijke aanwas en immigratie groeide de Syrisch-orthodoxe gemeenschap. In 1993 werd begonnen met de bouw van een eigen kerkgebouw met bijbehorende gemeenschapzaal. De kerk werd in 1994 ingezegend door de patriarch. In 2004 werd er een grotere gemeenschapszaal achter de kerk gebouwd, vanwege de toename in het aantal gezinnen en de behoefte aan ruimte voor onder meer herdenkingsdiensten, feesten, onderwijs en vergaderingen.

### Gemeente
De gemeenschap telt anno 2007 ongeveer 120 gezinnen (circa 480–500 gelovigen), waarvan de meeste in Rijssen zelf wonen en een kleiner aantal in omliggende dorpen als Nijverdal en Wierden. De kerk staat onder de geestelijke leiding van Abuna Zeki Dag, afkomstig uit het dorp Arnas in de regio Tur Abdin.

### Naamgever
Mor Ignatius Nurono was bisschop van Antiochië van 69 tot 107 na Christus en wordt beschouwd als de derde patriarch van de Syrisch-orthodoxe Kerk. Hij was een leerling van de apostel Johannes. Tijdens zijn reis naar Rome schreef hij zeven brieven aan verschillende christelijke gemeenschappen, die van grote waarde zijn voor de vroege kerkgeschiedenis. Hij stierf in Rome als martelaar onder keizer Trajanus. Zijn bijnaam Nurono (Aramees voor ‘vurige’) verwijst naar het Latijnse woord ignis (vuur).